# حسن مرموري
حسن مرموري سياسي جزائري من مواليد جانت. كان وزير السياحة والصناعات التقليدية من 12 يوليو 2017 إلى غاية 4 أبريل 2018 في الجزائر.
ثم عاد مجددا لحمل حقيبة وزير السياحة والصناعات التقليدية والعمل العائلي في حكومة جراد ابتداءا من 2 يناير 2020

## سيرة
ولد حسن مرموري في جانت، وهي بلدة تقع في جنوب الجزائر. إنه من مجتمع الطوارق. حصل على درجة الدكتوراه من جامعة الجزائر بعد مناقشة أطروحة عن طوارق أججر في زمن الاستعمار الفرنسي في الجزائر.
في الفترة من 1994 إلى 2007، كان حسن مرموري مدير حديقة الطاسيلي ناجر الوطنية.
بين عامي 2007 و2014، لأكثر من ثماني سنوات، حسن مرموري هو مدير الثقافة في إليزي ثم مدير الثقافة في الوادي.
في عام 2015، تم تعيين حسين مرموري مديراً للكتاب والقراءة العامة. يحل محل رشيد الحاج ناصر. كانت مهمته خلال فترة ولايته هي رسم سياسة الدولة الجديدة للكتاب بعد اعتماد قانون الكتاب الذي أنشأته خليدة تومي (وزيرة الثقافة الجزائرية من 2002 إلى 2014).
في عام 2016، تم تعيين حسين مرموري أيضًا رئيسًا للجنة القراءة لمعرض الكتاب الدولي في الجزائر (SILA).
ال 12 جويلية 2017، تم تعيينه وزيراً للسياحة والصناعات التقليدية من قبل الرئيس عبد العزيز بوتفليقة، ليحل محل الوزير السابق، مسعود بن عقون، الذي أقيل بعد ثلاثة أيام في منصبه.
قبل أن يصبح وزيراً، كان حسن مرموري مديراً للكتب والقراءة العامة في وزارة الثقافة الجزائرية.
تارغي، حسين مرموري مؤلف كتاب "معركة الطوارق"، الذي نشر في عام 2010. وقد كرس أيضًا العديد من الكتب لأسئلة الطوارق ويشتهر بأنه خبير في هذا الموضوع.
في أغسطس 2017، بعد استبدال أحمد أويحيى كرئيس وزراء مكان عبد المجيد تبون بعد أقل من ثلاثة أشهر من منصبه، ثبت الرئيس الجزائري عبد العزيز بوتفليقة حسين مرموري لوزارته. بقي وزيرا للسياحة والصناعات التقليدية في الحكومة أحمد أويحيى.

## مؤلفات
- معركة الطوارق (2010)